# Järva-Madise
Koordinaten: 59° 7′ N, 25° 40′ O
Järva-Madise (historischer deutscher Name St. Matthäi) ist ein Dorf (estnisch küla) in der estnischen Landgemeinde Järva (bis 2017 zu Albu) im Kreis Järva.

## Lage und Geschichte

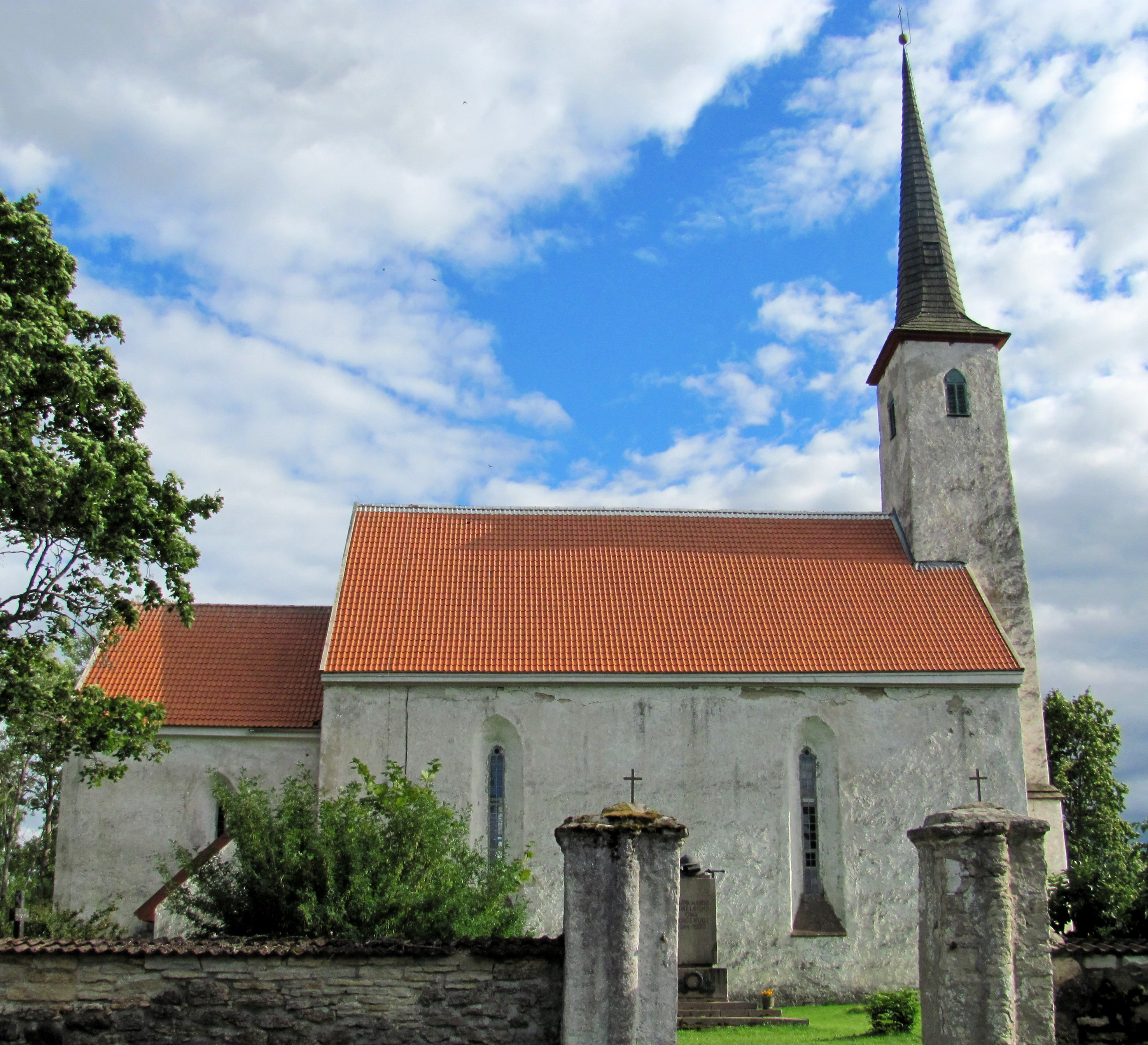
Sankt Matthäi-Kirche von Järva-Madise

Järva-Madise ist der Hauptort der Landgemeinde Albu (Albu vald). Das Dorf hat 95 Einwohner (Stand 2010). Es wurde 1427 erstmals urkundlich erwähnt. Järva-Madise war mit seinem Pastorat bis ins 19. Jahrhundert Zentrum des gleichnamigen Kirchspiels (Järva-Madise kihelkond).
Mit dem Bau der heute evangelisch-lutherischen Sankt-Matthäi-Kirche von Järva-Madise wurde bereits im ersten Viertel des 14. Jahrhunderts begonnen. Die Baumeister kamen vermutlich von der schwedischen Ostsee-Insel Gotland. Das einschiffige Gotteshaus ist eine der kleinsten Kirchen in Estland.
Der Altar von 1680 stammt von Christian Ackermann (gest. 1710). Die Kanzel von 1650 ist von Lüdert Heissmann gefertigt, die Figuren von Christus und den Evangelisten sind ein Werk von Elert Thiele (gest. vor 1674). Der Kirchturm wurde im Jahr 1858 errichtet. 1902 baute der estnische Orgelbauer Gustav Terkmann (1850–1924) eine neue Orgel für die Kirche.
Von 1623 bis 1633 war Heinrich Stahl (1600–1657), einer der Begründer der estnischen Schriftsprache, Pastor in Järva-Madise.
Im August 1936 wurde in Järva-Madise ein Denkmal für den estnischen Schriftsteller Anton Hansen Tammsaare (1878–1940) eingeweiht. Er wurde in Järva-Madise getauft. Die Kirche von Järva-Madise und die Bewohner des Dorfes spielen verschlüsselt eine tragende Rolle in seinem bekanntesten Roman Tõde ja õigus (deutscher Titel „Wahrheit und Gerechtigkeit“). Das von dem estnischen Bildhauer Ferdi Sannamees (1895–1963) geschaffene Denkmal steht vor dem Amtsbezirks- und Gerichtsgebäude, das von Hansen-Tammsaare beschrieben und dadurch bekannt wurde. Auf dem alten Friedhof von Järva-Madise liegen die Eltern Hansen Tammsaares, Peeter und Ann Hansen, begraben.